# Versaugues
Versaugues est une commune française située dans le département de Saône-et-Loire, en région Bourgogne-Franche-Comté.

## Géographie
Versaugues fait partie du Charolais, à la limite du Brionnais. Son territoire est borné  au nord par le ruisseau de Selore qui le sépare de la commune de Saint-Yan  et à l'ouest par l'Arconce qui le sépare de Montceaux-l'Etoile. Le bourg de Versaugues est bâti sur le versant d'une colline qui monte doucement d'ouest en est.

### Climat
Pour des articles plus généraux, voir Climat de la Bourgogne-Franche-Comté et Climat de Saône-et-Loire.
En 2010, le climat de la commune est de type climat océanique dégradé des plaines du Centre et du Nord, selon une étude du Centre national de la recherche scientifique s'appuyant sur une série de données couvrant la période 1971-2000. En 2020, Météo-France publie une typologie des climats de la France métropolitaine dans laquelle la commune est exposée à un climat océanique altéré et est dans la région climatique Centre et contreforts nord du Massif Central, caractérisée par un air sec en été et un bon ensoleillement.
Pour la période 1971-2000, la température annuelle moyenne est de 10,9 °C, avec une amplitude thermique annuelle de 16,4 °C. Le cumul annuel moyen de précipitations est de 816 mm, avec 10,8 jours de précipitations en janvier et 7,5 jours en juillet. Pour la période 1991-2020, la température moyenne annuelle observée sur la station météorologique de Météo-France la plus proche, « Saint-Yan », sur la commune de Saint-Yan à 6 km à vol d'oiseau, est de 11,5 °C et le cumul annuel moyen de précipitations est de 772,4 mm. 
La température maximale relevée sur cette station est de 41,7 °C, atteinte le 31 juillet 1983 ; la température minimale est de −24,2 °C, atteinte le 9 janvier 1985,,.
Les paramètres climatiques de la commune ont été estimés pour le milieu du siècle (2041-2070) selon différents scénarios d'émission de gaz à effet de serre à partir des nouvelles projections climatiques de référence DRIAS-2020. Ils sont consultables sur un site dédié publié par Météo-France en novembre 2022.

## Urbanisme

### Typologie
Au 1er janvier 2024, Versaugues est catégorisée commune rurale à habitat très dispersé, selon la nouvelle grille communale de densité à sept niveaux définie par l'Insee en 2022.
Elle est située hors unité urbaine. Par ailleurs la commune fait partie de l'aire d'attraction de Paray-le-Monial, dont elle est une commune de la couronne,. Cette aire, qui regroupe 19 communes, est catégorisée dans les aires de moins de 50 000 habitants,.

### Occupation des sols
L'occupation des sols de la commune, telle qu'elle ressort de la base de données européenne d’occupation biophysique des sols Corine Land Cover (CLC), est marquée par l'importance des territoires agricoles (90,2 % en 2018), une proportion identique à celle de 1990 (90,2 %). La répartition détaillée en 2018 est la suivante : 
prairies (70,9 %), zones agricoles hétérogènes (19,3 %), forêts (9,8 %). L'évolution de l’occupation des sols de la commune et de ses infrastructures peut être observée sur les différentes représentations cartographiques du territoire : la carte de Cassini (XVIIIe siècle), la carte d'état-major (1820-1866) et les cartes ou photos aériennes de l'IGN pour la période actuelle (1950 à aujourd'hui).

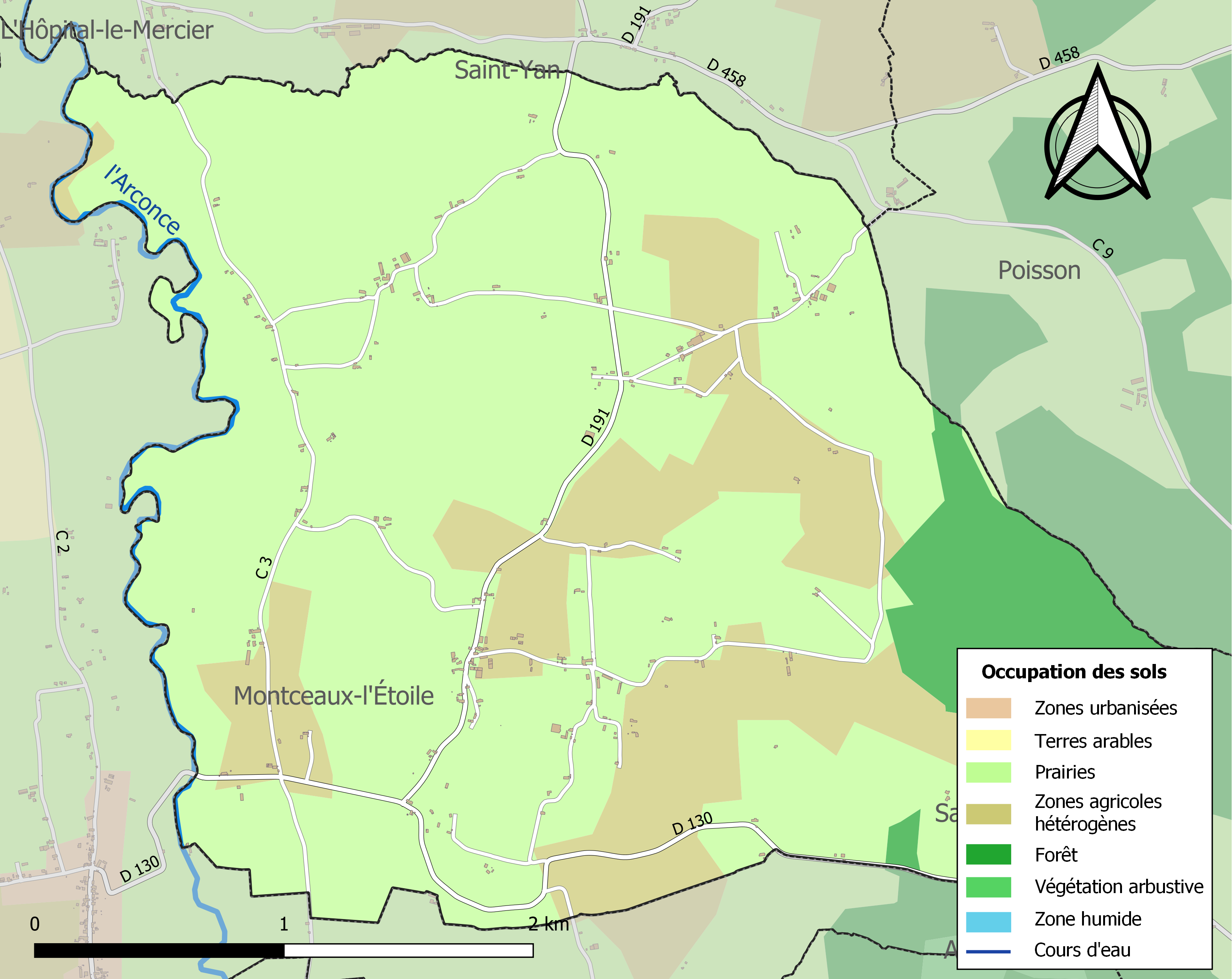
Carte des infrastructures et de l'occupation des sols de la commune en 2018 (CLC).

## Histoire
La paroisse avait, d'après Courtépée, pour patron le prieur d’Anzy, elle faisait partie de l’archiprêtré de Semur et le seigneur était Claude-Abel, marquis de Vichy-Montceaux.
Le 20 mai 1940, un avion s'écrase à Versaugues : trois avions sont partis de la base de Saint-Yan pour aller bombarder les blindés allemands qui avancent après leur attaque sur Sedan et les rives de la Meuse. L'avion piloté par le capitaine Chalan a été touché par les tirs allemands. Il tente de rentrer mais l'avion perd de l'altitude et n'arrive pas à regagner la piste de Saint-Yan ; il fait un atterrissage de fortune qui se termine contre un chêne. Les cinq membres de l'équipage, légèrement blessés, quittent l'épave avant que l'appareil ne s'enflamme.

### Toponymie
L'origine du nom de la commune est incertaine. Pour Mario Rossi, il y a deux hypothèses principales. Pour la première, le nom viendrait du gaulois ver signifiant « sur », « au dessus », et de salicos, fore gauloise du saule. Pour la seconde, retenu par l'auteur, Versaugues serait composé de versus, le bon versant, suivi de augues. La signification serait « prairies humides du bon versant, de l'adret.

## Politique et administration
Versaugues est rattachée au canton de Paray-le-Monial et dépend de l'arrondissement de Charolles. De 1997 à 2016, la commune fait partie de la communauté de communes de Paray-le-Monial, puis de la communauté de communes du Grand Charolais depuis 2017.

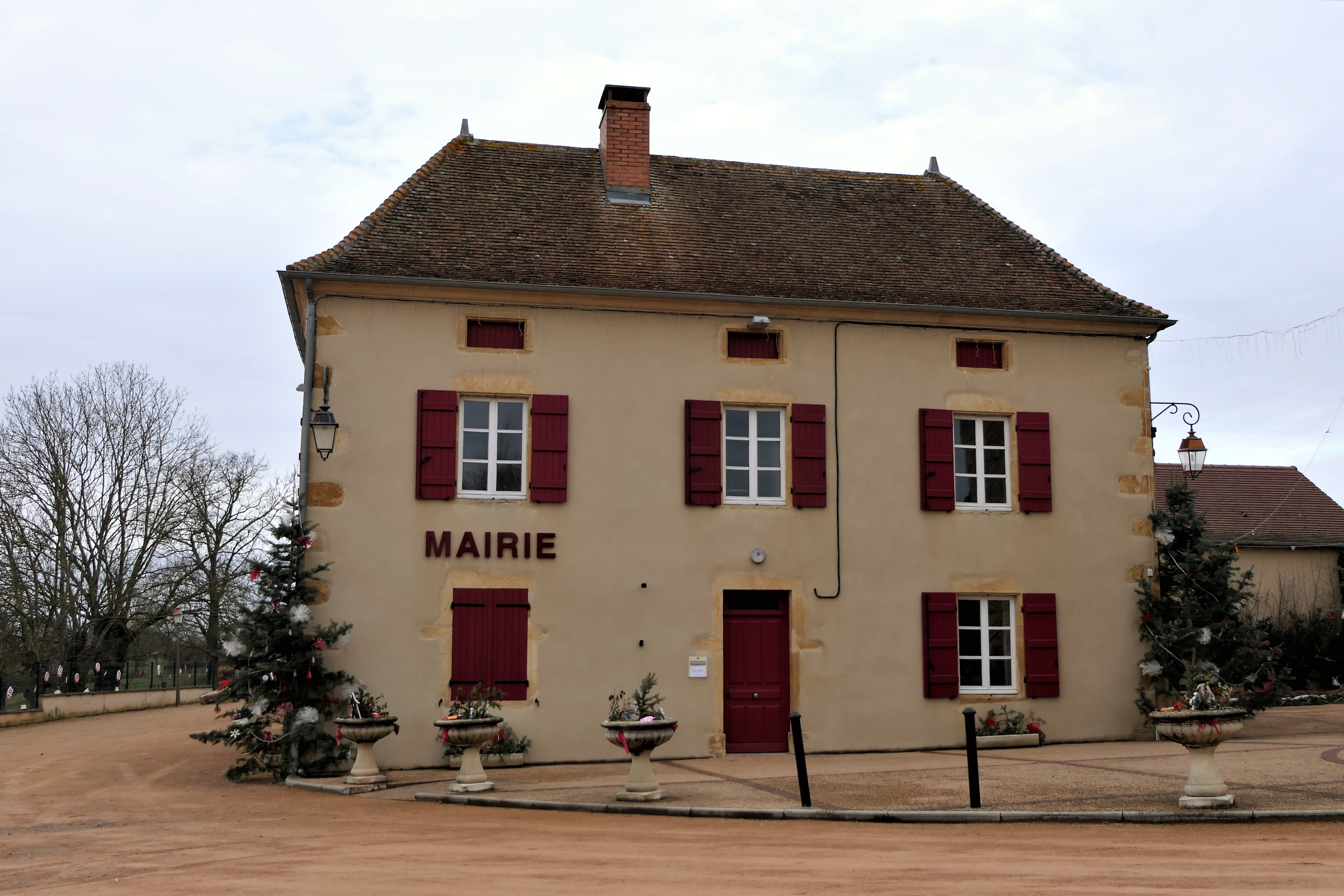

| Période                                  | Période   | Identité          | Étiquette | Qualité     |
| ---------------------------------------- | --------- | ----------------- | --------- | ----------- |
| 1901                                     | 1908      | François Robin    |           |             |
| 1908                                     | 1919      | Nicolas Borde     |           |             |
| 1919                                     | 1929      | Louis James       |           |             |
| 1929                                     | 1946      | Louis Despierres  |           |             |
| 1946                                     | mars 1959 | Gilbert Mamessier |           |             |
| mars 1959                                | mars 1971 | Hubet Mamessier   |           |             |
| mars 1971                                | mars 1983 | Henri Farnier     |           |             |
| mars 1983                                | mars 2001 | Robert Deverchere |           |             |
| mars 2001                                | mars 2014 | Gilles Farnier    |           | Agriculteur |
| mars 2014                                | En cours  | Louis Accary      | DVD       | Agriculteur |
| Les données manquantes sont à compléter. |           |                   |           |             |

## Démographie
L'évolution du nombre d'habitants est connue à travers les recensements de la population effectués dans la commune depuis 1793. Pour les communes de moins de 10 000 habitants, une enquête de recensement portant sur toute la population est réalisée tous les cinq ans, les populations de référence des années intermédiaires étant quant à elles estimées par interpolation ou extrapolation. Pour la commune, le premier recensement exhaustif entrant dans le cadre du nouveau dispositif a été réalisé en 2005.

En 2022, la commune comptait 191 habitants, en évolution de −2,55 % par rapport à 2016 (Saône-et-Loire : −1,06 %, France hors Mayotte : +2,11 %).
| 1793 | 1800 | 1806 | 1821 | 1831 | 1836 | 1841 | 1846 | 1851 |
| ---- | ---- | ---- | ---- | ---- | ---- | ---- | ---- | ---- |
| 260  | 375  | 361  | 403  | 422  | 439  | 461  | 502  | 502  |

| 1856 | 1861 | 1866 | 1872 | 1876 | 1881 | 1886 | 1891 | 1896 |
| ---- | ---- | ---- | ---- | ---- | ---- | ---- | ---- | ---- |
| 477  | 429  | 447  | 502  | 466  | 477  | 429  | 445  | 408  |

| 1901 | 1906 | 1911 | 1921 | 1926 | 1931 | 1936 | 1946 | 1954 |
| ---- | ---- | ---- | ---- | ---- | ---- | ---- | ---- | ---- |
| 375  | 370  | 370  | 318  | 319  | 307  | 282  | 248  | 258  |

| 1962 | 1968 | 1975 | 1982 | 1990 | 1999 | 2005 | 2006 | 2010 |
| ---- | ---- | ---- | ---- | ---- | ---- | ---- | ---- | ---- |
| 250  | 226  | 224  | 208  | 205  | 192  | 197  | 196  | 207  |

| 2015 | 2020 | 2022 | - | - | - | - | - | - |
| ---- | ---- | ---- | - | - | - | - | - | - |
| 197  | 192  | 191  | - | - | - | - | - | - |

### Logements
En 2013, il existe 119 logements dans la commune dont 95 résidences principales, 14 résidences secondaires et 10 logements vacants.

## Économie et emploi
Le nombre d'habitants (de 15 à 64 ans) actifs ayant un emploi, en 2013, est de 76, dont 42 hommes et 34 femmes.
Le nombre d'emplois dans la commune est de 30, dont 9 salariés et 21 non salariés.
Sur les 25 établissements actifs dans la commune, 10 appartiennent au secteur de l'agriculture, 1 à l'industrie, 2 à la construction, 9 aux commerces, transports, et services divers, 3 à l'administration et à la santé.

## Lieux et monuments
Est à voir à Versaugues :
- l'église Sainte-Marguerite[21], édifice d'apparence romane, avec les murs de sa nef en opus spicatum et son chœur à deux travées voûtées et chevet plat[22].

## Pour approfondir